# 佐久間毅
佐久間 毅（さくま たけし、1963年3月 - ）は、日本の法学者。専門は民法。学位は、博士（法学）。京都大学名誉教授。同志社大学大学院司法研究科教授。前田達明門下。弟子に西内康人、野々上敬介など。

## 経歴
- 1963年3月 - 大阪市出身
- 1981年3月 - 大阪府立茨木高校卒業
- 1986年3月 - 京都大学法学部卒業
- 1988年3月 - 京都大学大学院法学研究科博士前期課程修了
- 1989年
  - 3月 - 京都大学大学院法学研究科博士後期課程中退
  - 4月 -  岡山大学法学部助手
- 1991年4月 - 岡山大学法学部助教授
- 1993年 - マンハイム大学にて在外研究（1995年まで）
- 1998年4月 - 京都大学大学院法学研究科助教授
- 2000年4月 - 京都大学大学院法学研究科教授
- 2002年12月 - 京都大学より博士（法学）の学位を授与される。論文の題は「代理取引の保護法理]」[1][3]。
- 2017年
  - 京都大学名誉教授
  - 同志社大学大学院司法研究科教授

## 学説
基本的に判例を重視する姿勢を採用している。例えば、主として学生向けに書かれた『民法の基礎』シリーズでは、各論点についてまず判例がどのような立場に立ち、そして判例が何故そのような立場を採用しているのかという理由を説明している。この姿勢は学説からの批判が強い判例（例えば代理権濫用）についても維持されており、判例の論理構造を示した上で、批判を行っている。佐久間は学部・大学院の講義でもこの姿勢をとっている。

## 業績
論文
- 「信託管理人、信託監督人、受益者代理人に関する諸問題」信託17-33頁、2008年
- 「登記申請権限の付与と基本代理権」不動産取引判例百選（第3版）（有斐閣）22‐23頁,2008年7月
- 「非営利法人法のいま（特集 会社法のいま）」法律時報80巻11号12-17頁,2008年10月
- 「親権者の一方に利益相反関係ある場合における代理方法」家族法判例百選〔第7版〕（有斐閣）92‐93頁、2008年10月
- 「民法94条2項・110条の類推適用」民法判例百選Ⅰ［第6版］（有斐閣）46‐47頁、2009年5月
- 「他人の権利の処分と追認」民法判例百選Ⅰ［第6版］（有斐閣）76‐77頁、2009年5月
- 「代理権の濫用」 Law Practice 民法Ⅰ総則・物権編（商事法務）75-80頁、2009年9月
- 「「債権法改正の基本方針」における債権時効に関する改正試案」旬刊金融法務事情57巻27号6-16頁、2009年10月
- 「受託者の『権限』の意味と権限違反行為の効果」信託法研究34号、2009年12月
- 「対談 今求められる教科書とは?--『刑法基本講義』・『民法の基礎』を語る」書斎の窓591号2-17頁、2010年1月
- 「夫婦の日常家事代理権と表見代理規定」判例講義 民法Ⅰ 総則・物権[補訂版]追補判例集（～平成21年）（悠々社）12頁、2010年3月
- 「農業協同組合の組合員代表訴訟の適法性および合併契約の条項に基づく理事等の責任」 ジュリスト増刊（平成21年度重要判例解説）1398号81-82頁、2010年4月
- 「代理」法学教室358号9-11頁、2010年7月
- 「事例から考える民法（新連載・第1回）その土地、誰にも売ってません。」法学教室80-88頁、2011年4月
- 「私の預金が…」法学教室368号88-97頁、2011年5月
- 「代理受領を承諾した第三債務者による相殺の効力と債権者に対する賠償責任」私法判例リマークス43号30-33頁、2011年7月
- 「不法行為による損害賠償債権の消滅時効--最二小判平23.4.22を契機にして（特集 関西興銀最高裁判決から考える2大論点）」金融法務事情59巻16号40-47頁、2011年8月
- 「任せてくれてもいいんじゃない?」法学教室375号110‐117頁、2011年12月
- 「商事代理法制の在り方」第71回日本私法学会拡大ワークショップ「商取引における「仲介者」の法規整―民商法再編を視野に入れながら」2008年10月
- 「民法総則の道案内（特集 ゼロから学ぶ民法学習ガイド（総則・物権編））」法学セミナー54巻5号14-22頁、2009年5月
- 「非営利法人に関する法の現状と課題」日本私法学会第75回大会ワークショップ（於 神戸大学法学部）、2011年10月

書籍等出版物
- 佐久間毅「民法の基礎1 総則」（有斐閣、2002年）
- 佐久間毅「民法の基礎1 総則（第2版）」（有斐閣、2005年）
- 佐久間毅「民法の基礎2 物権」（有斐閣、2006年）
- 佐久間毅「民法の基礎1 総則（第3版)」（有斐閣、2007年）
- 佐久間毅=石田剛=山下純司=原田昌和「民法I 総則」（有斐閣、2010年）1-99頁
- 山野目章夫「民法学習ガイド」（佐久間ほか分担執筆）（日本評論社、2010年）22‐45頁、180‐181頁
- 佐久間毅「民法の基礎1 総則（第4版）」（有斐閣、2018年）
- 佐久間毅「民法の基礎2 物権(第2版)」（有斐閣、2019年）
- 佐久間毅「民法の基礎1 総則（第5版）」（有斐閣、2020年）
- 佐久間毅「民法の基礎2 物権(第3版)」(有斐閣、2023年)